# Brzózki (gromada)
Brzózki (planowana lecz nie zimplementowana nazwa: Nowe Warpno) – dawna gromada, czyli najmniejsza jednostka podziału terytorialnego Polskiej Rzeczypospolitej Ludowej w latach 1954–1972.
Gromady, z gromadzkimi radami narodowymi (GRN) jako organami władzy najniższego stopnia na wsi, funkcjonowały od reformy reorganizującej administrację wiejską przeprowadzonej jesienią 1954 do momentu ich zniesienia z dniem 1 stycznia 1973, tym samym wypierając organizację gminną w latach 1954–1972.
Gromadę Brzózki z siedzibą GRN w Brzózkach utworzono – jako jedną z 8759 gromad na obszarze Polski – w powiecie szczecińskim w woj. szczecińskim na mocy uchwały nr V/51/54 WRN w Szczecinie z dnia 5 października 1954. W skład jednostki weszły obszary dotychczasowych gromad Brzózki, Myślibórz Wielki i Warnołęka ze zniesionej gminy Jasienica w tymże powiecie. Dla gromady ustalono 9 członków gromadzkiej rady narodowej. Gromada powstała w miejsce planowanej gromady Nowe Warpno z siedzibą w mieście Nowym Warpnie.
31 grudnia 1959 do gromady Brzózki włączono północno-zachodnią część wód Zalewu Szczecińskiego o powierzchni 11.210 ha ze znoszonej gromady Trzebież w tymże powiecie.
Gromada przetrwała do końca 1972 roku, czyli do kolejnej reformy gminnej.